# María Avizanda Pérez
María Avizanda Pérez (Pamplona, Navarra, 29 de maig de 1975) és una ex-presentadora espanyola de televisió.
Actualment treballa com a reportera en Mediaset España Comunicación, i és habitual a Las Mañanas de Cuatro.

## Biografia
Després de cursar estudis de Periodisme en la Universitat de Navarra, va començar la seva activitat professional en la ràdio. Així, durant els seus inicis professionals, va treballar en diferents activitats tant en la Cadena COPE com en Cadena 100.
Però la seva major popularitat la hi deu a la televisió, mitjà en el qual ha treballat en diverses cadenes com Canal 4 Navarra, Vía Digital, Onda Seis, Antena 3, Telecinco o Telemadrid.
Tanmateix va aconseguir la seva major projecció quan en maig de 2008 va acompanyar Inés Ballester en el programa setmanal,, El día por delante, a La 1 de TVE, n el qual es presentaven diverses ofertes d'oci per al cap de setmana.
A l'agost d'aquest mateix any, Televisió Espanyola, va apostar per la periodista per a posar-la al capdavant d'un dels espais més emblemàtics de la cadena: El magazín Gente, substituint Pepa Molina i Sonia Ferrer, labor que va venir exercint des d'aquest moment fins a la cancel·lació del format (3 anys).
Durant l'estiu de 2009, María va presentar al costat de José Ángel Leiras Esta mañana de verano, programa matinal de La 1.
A més, des del 12 de setembre de 2011 fins al 29 de juny de 2012, va presentar l'edició de cap de setmana de +Gente al costat d'Alberto Herrera. A final de temporada, la periodista no va renovar amb TVE i va deixar la cadena pública.
Actualment, treballa al "Centre de Recerca de Somosaguas", a la Comunitat de Madrid, des de març de 2014.
També des de 2017, s'encarrega dels guions del programa Dentro de... de LaSexta que presenta Cristina Pedroche.